# 细序苎麻
细序苎麻（学名：Boehmeria hamiltoniana）是荨麻科苎麻属的植物。分布在印度、尼泊尔、泰国、不丹、缅甸以及中国大陆的云南等地，生长于海拔700米的地区，一般生于河边湿地，目前尚未由人工引种栽培。